# Parasi
Parasi là một thị trấn thống kê (census town) của quận Sonbhadra thuộc bang Uttar Pradesh, Ấn Độ.

## Nhân khẩu
Theo điều tra dân số năm 2001 của Ấn Độ, Parasi có dân số 21.203 người. Phái nam chiếm 56% tổng số dân và phái nữ chiếm 44%. Parasi có tỷ lệ 74% biết đọc biết viết, cao hơn tỷ lệ trung bình toàn quốc là 59,5%: tỷ lệ cho phái nam là 81%, và tỷ lệ cho phái nữ là 65%. Tại Parasi, 14% dân số nhỏ hơn 6 tuổi.